# Ljuta (Konavle)
Ljuta is een plaats in de gemeente Konavle in de Kroatische provincie Dubrovnik-Neretva. De plaats telt 192 inwoners (2001).